# 阿尔比内亚
阿尔比内亚是意大利艾米利亚-罗马涅大区雷焦艾米利亚省的一个镇，距离省府雷焦艾米利亚约10公里。